# Jean-Paul Vesco
Pour les articles homonymes, voir Vesco.
Jean-Paul Vesco, né le 10 mars 1962 dans le 6e arrondissement de Lyon, est un dominicain et évêque catholique franco-algérien, archevêque d'Alger. Le 7 décembre 2024, le pape François le crée cardinal au cours d'un consistoire.

## Repères biographiques

### Formation
Né le 10 mars 1962 à Lyon dans le Rhône, fils d'un agent d'assurance et d'une infirmière, Jean-Paul Vesco est le neveu de Jean-Luc Vesco, qui était lui aussi dominicain.
Après son collège et son lycée chez les pères maristes de Sainte-Marie Lyon, il  obtient une maîtrise en droit des affaires puis un Master in Business Administration à HEC et exerce la profession d'avocat d'affaires à Paris entre 1989 et 1995. Touché par la vocation après avoir assisté à une messe d'ordination en 1994, il s'engage alors dans l'ordre des Prêcheurs et y fait sa profession religieuse simple le 14 septembre 1996 et sa profession solennelle trois ans plus tard.
Ayant obtenu une licence canonique en théologie de la Faculté catholique de Lyon, il est ordonné prêtre pour l'ordre des dominicains le 24 juin 2001.

### Algérie
Après un passage à l'institut Ratisbonne puis à l'école biblique de Jérusalem, il s'installe en Algérie à Tlemcen dans le diocèse d'Oran où il répond à l'appel de son ordre de refonder une présence dominicaine, six ans après l'assassinat de Pierre Claverie. En 2005, il est nommé vicaire général du diocèse et à partir de 2007 il en est également l'économe.
En décembre 2010, élu prieur provincial de la province de France des dominicains, il doit quitter l'Algérie pour s'installer à Paris.
Le 1er décembre 2012, Benoît XVI le nomme évêque d'Oran où il succède à Alphonse Georger qui se retire ayant atteint la limite d'âge. Il reçoit la consécration épiscopale le 25 janvier 2013 en la cathédrale d'Oran, des mains du cardinal Philippe Barbarin, archevêque de Lyon, de Ghaleb Bader, archevêque d'Alger et d'Alphonse Georger, évêque émérite d'Oran. Il prend pour devise épiscopale la phrase « Je veux vivre et donner envie de vivre ».
En 2015, il publie aux éditions du Cerf un livre intitulé Tout amour est indissoluble. Plaidoyer pour les divorcés remariés, pour lequel la Conférence catholique des baptisé-e-s francophones lui a décerné son premier prix littéraire.
Le 27 décembre 2021, le pape François le nomme archevêque d'Alger en remplacement de Paul Desfarges atteint par la limite d'âge. Il est installé le 11 février 2022 en la cathédrale du Sacré-Cœur d'Alger, en présence de Kurian Mathew Vayalunkal, nonce apostolique en Algérie et de son prédécesseur Paul Desfarges, archevêque émérite d'Alger.
Il a été naturalisé, en février 2023, en vertu d'un décret présidentiel du Président de la République Abdelmadjid Tebboune.

### Cardinal
Le 6 octobre 2024, le pape François annonce sa création comme cardinal lors du  consistoire du 7 décembre suivant,. Il est créé cardinal avec le titre de cardinal-prêtre du Sacro Cuore di Gesù agonizzante a Vitinia.
Le 11 janvier 2025, le pape le nomme membre du Dicastère pour le dialogue interreligieux.
En mai 2025, il participe au conclave qui fait élire Léon XIV. Le 9 mai 2025, lendemain de l'élection de Léon XIV, il donne une interview dans laquelle il explique le secret du conclave en expliquant que le pape élu « a eu un score magistral ».

## Succession apostolique
Jean-Paul Vesco a ordonné les évêques suivants :
- Évêque Davide Carraro (it), P.I.M.E. (2024)

## Distinctions
- 5 avril 2017 : Chevalier de la Légion d'honneur ; décoration remise à  Alger par le premier ministre Bernard Cazeneuve.

## Publications
- Jean-Paul Vesco et Samuel Amédro, Le pasteur et l'évêque. Lettres pour faire tomber les murs, Labor et Fides, 2023  (ISBN 978-2-8309-1826-7)
- Jean-Paul Vesco, L'amitié : Qu'est-ce qu'une amitié véritable ?, Bayard, coll. « Bayard Culture », 2017 (ISBN 978-2-227-49180-9)
- Jean-Paul Vesco, Tout amour véritable est indissoluble, Cerf, 2015 (ISBN 978-2-204-10710-5)